# Българо-унгарска война (1202 – 1203)
Българо-унгарската война от 1202 – 1203 г. е военен конфликт между второто българско царство и унгарското кралство за контрола на на Морава, завършила с успех за българския владетел Калоян.
Първият значим военен конфликт между второто българско царство и унгарското кралство се случва в периода 1202 – 1203 г. През 1202 г. цар Калоян насочва вниманието си към моравските земи (Белград и Браничево) с претенциите, че те са били част от първото българско царство. След успешните военни действия срещу Византия Калоян завладява двете области и ги присъединява към българската държава. Унгарският владетел Емерих се възползва от новосъздадената ситуация между България и Византия и успява временно да възвърне загубените земи. В крайна сметка след като Калоян се справя с византийската заплаха повторно насочва войската си към спорните земи, разбива унгарската войска край река Морава и си възвръща управлението над областите. Конфликтът е последван от политически и дипломатически действия между двете държави и Рим, докато в крайна сметка България успява да си осигури контрола над Белград, Браничево, Срем и Ниш.